# 完颜天骥
完颜天骥（12世纪？—1211年），女真族，完颜氏，金朝将领，《金史》没有抗蒙记载，其事迹在野史《南迁录》，被称为兖王。
大安三年（1211年），蒙古帝国大军攻取居庸关，逼近中都（今北京市），完颜天骥派兵突袭，杀死蒙古兵三千人。十二月，蒙古军攻南顺门，他设计巷战，诱蒙古骑兵进城，在街上布满马柱，夜间纵火焚烧街旁民屋，街窄屋倒，蒙古军死伤甚众，被迫退军。完颜天骥在巷战中战死。